# SN 1996bk
SN 1996bk – supernowa typu Ia odkryta 9 października 1996 roku w galaktyce NGC 5308. Jej maksymalna jasność wynosiła 14,89m.